# Tschaukofall
Tschaukofall är ett vattenfall i Österrike.   Det ligger i förbundslandet Kärnten, i den sydöstra delen av landet, 250 km sydväst om huvudstaden Wien. Tschaukofall ligger 799 meter över havet.
Terrängen runt Tschaukofall är bergig söderut, men norrut är den kuperad. Terrängen runt Tschaukofall sluttar norrut. Närmaste större samhälle är Klagenfurt, 15,5 km norr om Tschaukofall. 
I omgivningarna runt Tschaukofall växer i huvudsak blandskog. Runt Tschaukofall är det ganska glesbefolkat, med 39 invånare per kvadratkilometer.